# Helowce
| Grupa → | 18 VIIIA |
| ↓ Okres |          |
| ------- | -------- |
| 1       | 2 He     |
| 2       | 10 Ne    |
| 3       | 18 Ar    |
| 4       | 36 Kr    |
| 5       | 54 Xe    |
| 6       | 86 Rn    |
| 7       | 118 Og   |

Helowce, gazy szlachetne – pierwiastki chemiczne ostatniej, 18. grupy układu okresowego (daw. 0 lub VIII głównej). Do pierwiastków tych zalicza się hel, neon, argon, krypton, ksenon i radon. Prawdopodobnie helowcem jest również syntetyczny pierwiastek oganeson.

## Właściwości
Wszystkie helowce są bezbarwnymi, bezwonnymi, słabo rozpuszczającymi się w wodzie gazami. Mają niskie temperatury topnienia.
| Helowiec     | Masa atomowa [u] | Temperatura topnienia [K] | Temperatura wrzenia [K] | Stan skupienia             | Elektroujemność (w skali Allreda-Rochowa) | Konfiguracja elektronowa          |
| ------------ | ---------------- | ------------------------- | ----------------------- | -------------------------- | ----------------------------------------- | --------------------------------- |
| Hel, He      | 4                | –                         | 4,22                    | gaz                        | 5,50                                      | 1s2                               |
| Neon, Ne     | 20,18            | 24,56                     | 27,07                   | gaz                        | 4,84                                      | [He]2s22p6                        |
| Argon, Ar    | 39,95            | 83,80                     | 87,30                   | gaz                        | 3,20                                      | [Ne]3s23p6                        |
| Krypton, Kr  | 83,80            | 115,80                    | 119,93                  | gaz                        | 2,94                                      | [Ar]4s23d104p6                    |
| Ksenon, Xe   | 131,30           | 161,40                    | 165,1                   | gaz                        | 2,40                                      | [Kr]5s24d105p6                    |
| Radon, Rn    | (222)            | 202                       | 211,30                  | gaz                        | 2,2                                       | [Xe]6s24f145d106p6                |
| Oganeson, Og | (294)            |                           |                         | prawdopodobnie ciało stałe |                                           | [Rn]7s25f146d107p6 (przewidywana) |

1. 1 2  Pod ciśnieniem normalnym.
2. ↑  Hel pod normalnym ciśnieniem nie przechodzi w stan stały nawet w najniższej osiągalnej temperaturze.
3. 1 2  Najtrwalszy znany izotop.

Pierwiastki te są wysoce niereaktywne. Wynika to z faktu, że nie zawierają one żadnych częściowo zapełnionych elektronami orbitali, które mogłyby uczestniczyć w tworzeniu wiązań chemicznych. W dół grupy powoli zwiększa się reaktywność tych pierwiastków. Spowodowane jest to tym, że zwiększa się ich rozmiar, a z nim odległość elektronów walencyjnych od środka jądra.
Pomimo bardzo niskiej reaktywności lżejszych helowców, znane są nietrwałe związki helu: cząsteczka He
2, jon HeH+
 i LiHe. Na przełomie 2016/2017 doniesiono o otrzymaniu pierwszego stałego związku helu, Na
2He, który jest trwały termodynamicznie pod ciśnieniem powyżej 113 GPa (ok. 1,1×106 atm). Tworzy kryształy o strukturze fluorytu.
Znany jest też związek argonu – fluorowodorek argonu, otrzymany w temperaturze około 40 K.
Krypton i ksenon tworzą większą liczbę związków, lecz są one często trudne do uzyskania i niekiedy nietrwałe w temperaturze pokojowej. Działając ksenonem na heksafluorek platyny Neil Bartlett (opierając się na wcześniejszym odkryciu wraz z Lohmannem heksafluoroplatynianu dioksygenylu) otrzymał trwały czerwonopomarańczowy związek, heksafluoroplatynian ksenonu.
Stosunkowo najbardziej reaktywny jest radon. Istnieje trwały chemicznie związek – fluorek radonu RnF
2. Powstaje on z mieszaniny fluoru i radonu w temperaturze ok. 400 °C. Cząstka ta rozpada się jednak ze względu na radioaktywność radonu.
Hel, neon, argon i ksenon występują w niewielkich ilościach w powietrzu i dlatego podstawowym sposobem ich otrzymywania jest destylacja frakcyjna powietrza. Krypton i radon są produktami rozpadu promieniotwórczego uranu i toru, towarzyszą zwykle złożom rud tych metali, dzięki czemu można te złoża stosunkowo łatwo wykrywać.
Gazy szlachetne w niskich temperaturach tworzą kryształy związane słabymi oddziaływaniami van der Waalsa. Hel przy zerowym ciśnieniu nie krystalizuje nawet w temperaturach bliskich 0 K; dominującą rolę odgrywa tu energia drgań zerowych, która destabilizuje kryształ. Drgania zerowe powodują też zmniejszenie wartości energii kohezji kryształów w porównaniu z sumaryczną energią oddziaływań van der Waalsa. Ze względu na zależność energii drgań zerowych od masy to zmniejszenie jest tym większe, im mniejsza jest masa atomu (np. dla neonu zmniejsza ją o wartość 28%, a dla ksenonu – o 4%). Skutkuje to również różną wartością stałej sieci dla kryształów różnych izotopów danego gazu szlachetnego. Gazy szlachetne, z wyjątkiem helu, krystalizują w strukturze regularnej gęstego upakowania (fcc).

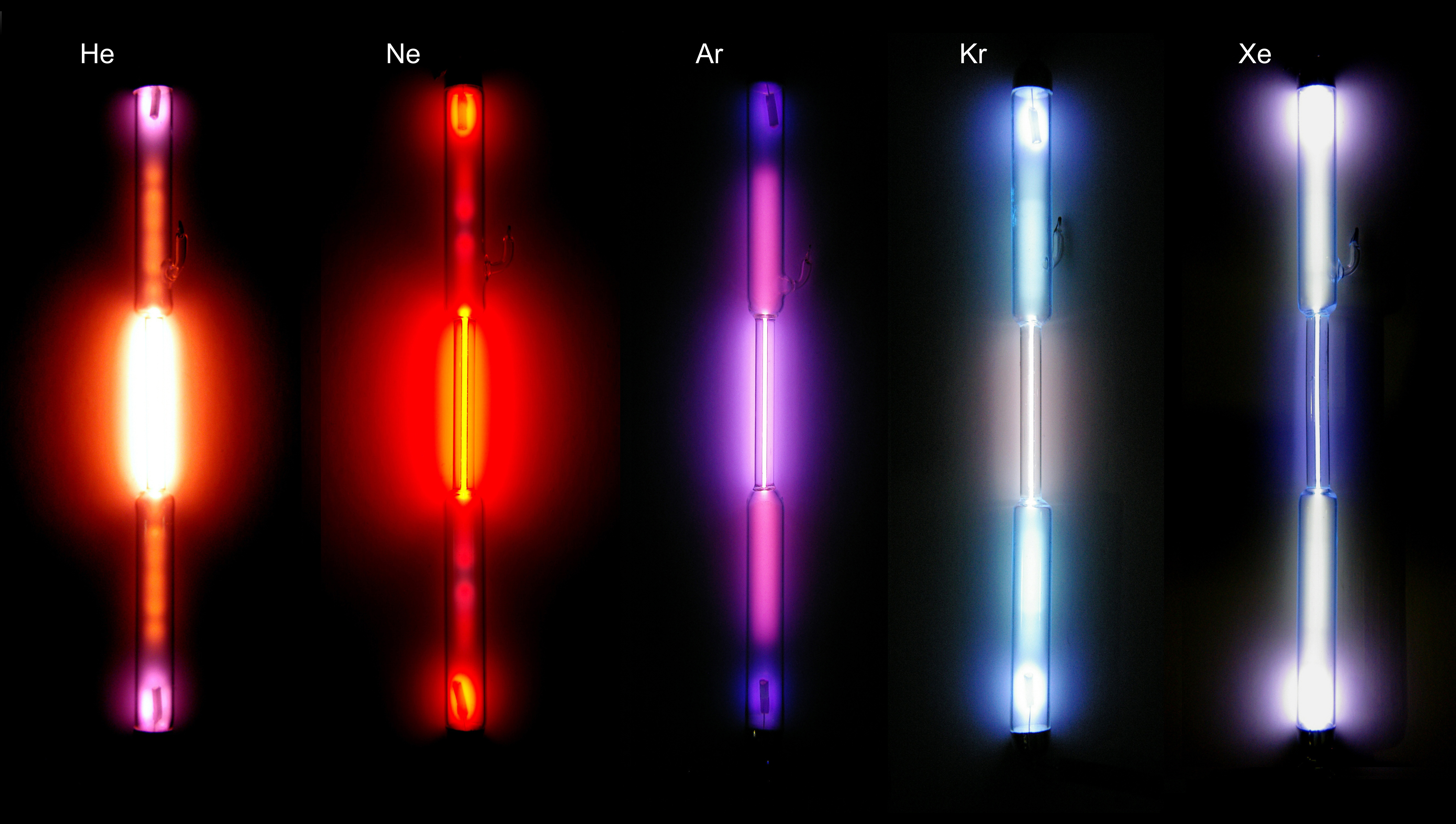
Gazy szlachetne emitujące światło widzialne pod wpływem wyładowań elektrycznych

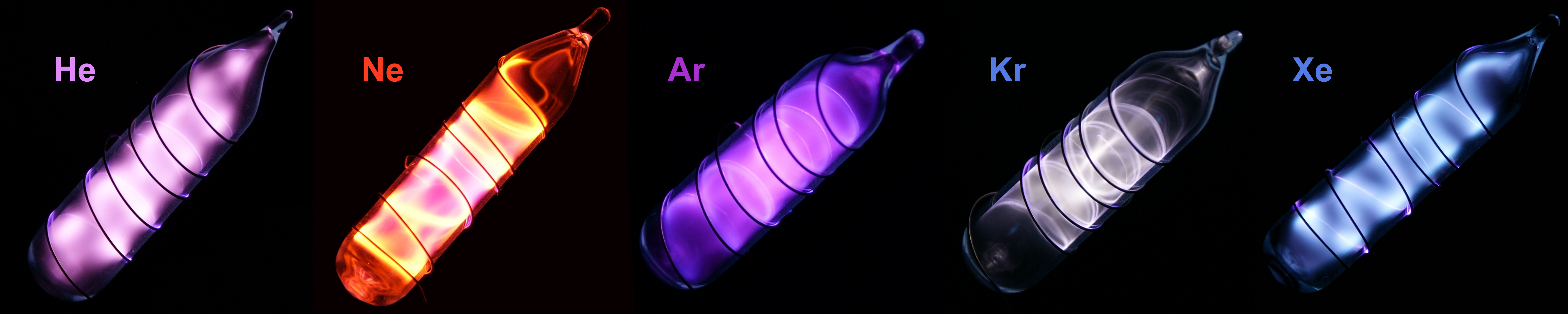
Gazy szlachetne emitujące światło widzialne w silnym polu elektrycznym

## Zastosowanie

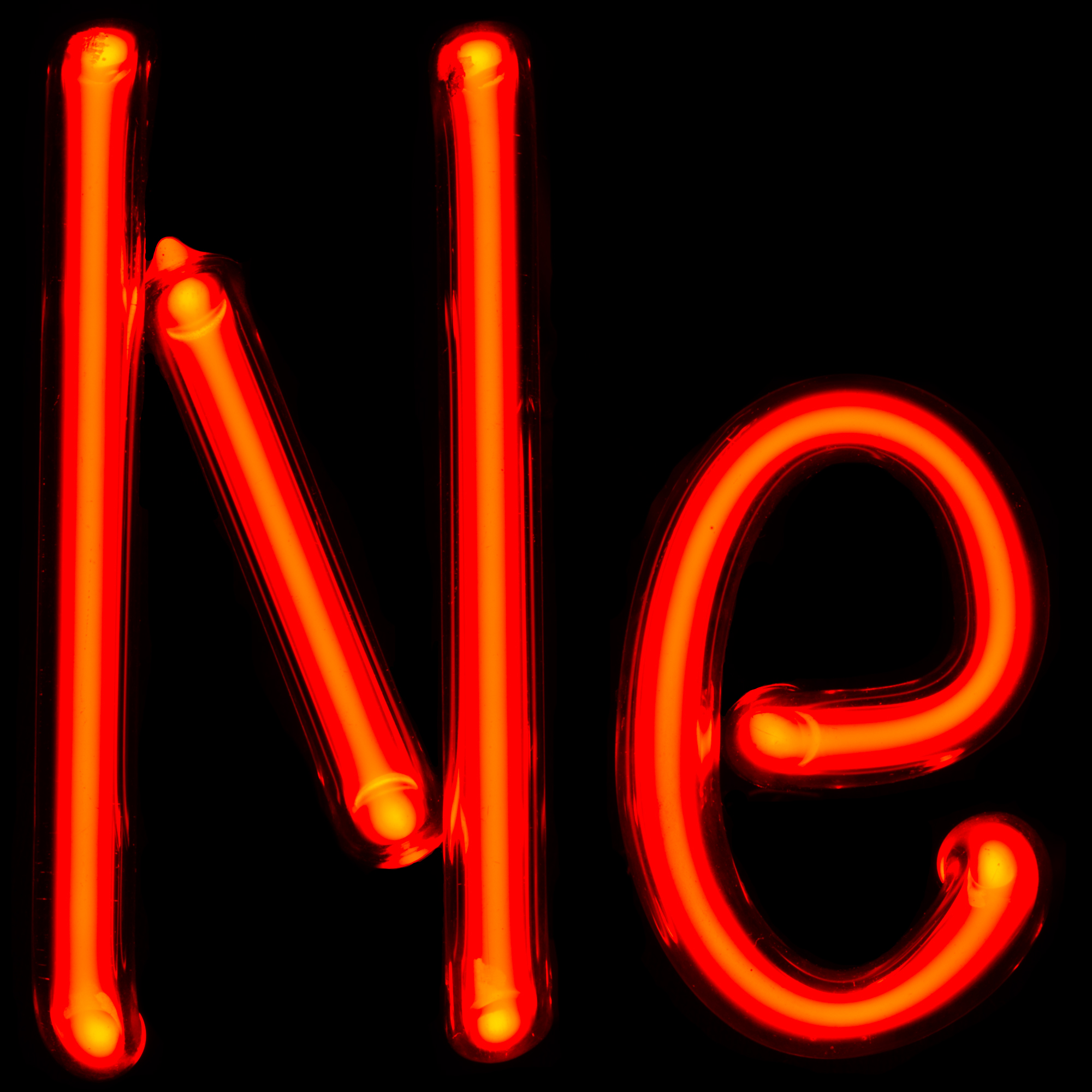
Gazów szlachetnych używa się m.in. w neonach reklamowych. Na zdjęciu lampa z zastosowaniem neonu, popularnie nazywana neonówką.

Gazy szlachetne wykorzystuje się wszędzie tam, gdzie potrzebna jest obojętna, beztlenowa atmosfera zapobiegająca reakcjom utleniania. Stosuje się je do napełniania żarówek, do prowadzenia reakcji wymagających obojętnych warunków i do spieniania tworzyw sztucznych.
Żaden z nich nie uczestniczy w procesach biologicznych, dlatego często używa się ich jako obojętnych gazów zapobiegających starzeniu się materiałów pochodzenia organicznego. Dla przykładu, oryginał Konstytucji oraz Deklaracji niepodległości Stanów Zjednoczonych przechowuje się w szczelnej gablocie wypełnionej helem.